# 장 바스티앙티리

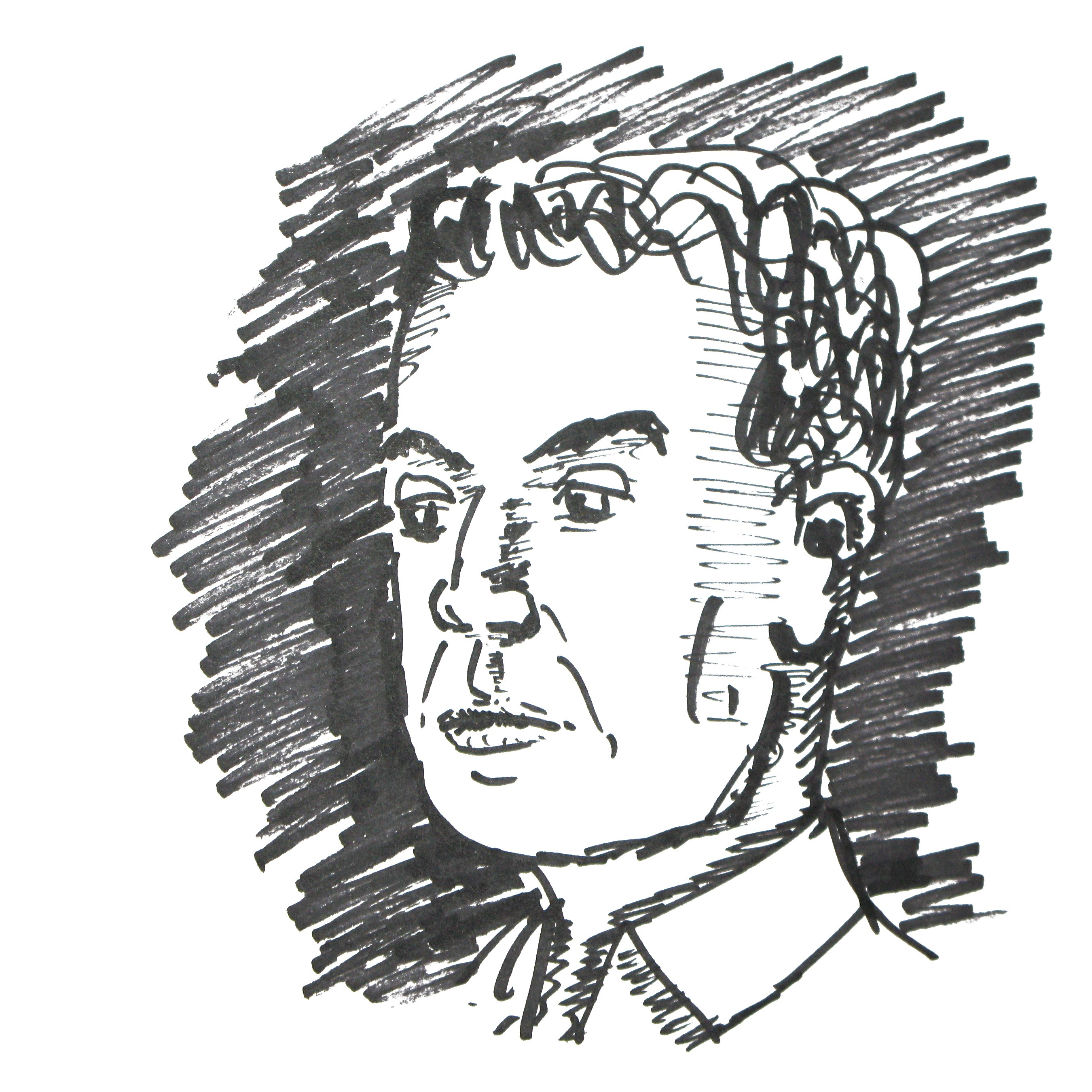

장마리 바스티앙티리 (Jean-Marie Bastien-Thiry, 프랑스어 발음: [ʒɑ̃ maʁi bastjɛ̃ tiʁi] ; 1927년 10월 19일 – 1963년 3월 11일)는 프랑스 공군 중령이자 군 공병 기술자로, Nord SS.10 / SS.11 미사일의 창시자였다. 1962년 8월 22일, 드 골이 알제리 독립을 승인하기로 결정하자 바스티앙티리는 샤를 드 골 프랑스 대통령 암살을 시도했다. 이 암살 시도는 국제 헤드라인을 장식했다. 바스티앙티리는 프랑스에서 마지막으로 총살형에 처해진 사람이었다.
드골은 암살 시도로 목숨을 잃을 뻔했지만, 대통령과 대통령 측근 전원은 부상을 입지 않았다. 이 사건은 프레드릭 포사이스의 소설 자칼의 날 (1971년)과 배우 장 소렐이 바스티앙티리를 연기한 같은 이름의 영화 (1973년)에 묘사되어 있다.